# 王世廷
王世廷（1967年6月—），男，山东莘县人，中华人民共和国外交官，曾任中华人民共和国驻马拉维共和国特命全权大使、中华人民共和国驻加纳共和国特命全权大使和中华人民共和国驻瑞士联邦特命全权大使。

## 生平
王世廷1985年进入山东师范大学历史系本科学习。后来获外交学院法学学士学位、喬治·華盛頓大學国际政治与实践硕士学位。
1991年，进入中华人民共和国外交部工作，先后在外交部非洲司、驻津巴布韦大使馆、驻南非大使馆任职，后任驻南非大使馆参赞。2008年，任外交部非洲司参赞。2013年，任外交部非洲司副司长。2016年3月，出任中华人民共和国驻马拉维大使。2018年5月，出任中华人民共和国驻加纳大使。。2020年8月，出任中华人民共和国驻瑞士大使。2024年5月，自驻瑞士大使离任。6月，任外交学院党委书记兼中国外交培训学院常务副院长。

## 家庭
已婚，有一女。